# Galerie Zak
La Galerie Zak est une galerie d'art fondée à Paris, en France, en 1927-1928 et spécialisée dans l'art moderne européen et sud-américain jusqu'à sa fermeture à la fin des années 1960. 
La galerie s'est distinguée notamment par la première exposition personnelle de Vassily Kandinsky à Paris, ainsi que par l'exposition d'œuvres de Marc Chagall, Amedeo Modigliani, Jules Pascin et Béla Czóbel. 

## Histoire
La galerie est fondée par Jadwiga Zak (née Kon, 1885-1943) en 1927-1928, épouse d'Eugeniusz Zak, après la mort de son mari,. Selon l'historienne Barbara Brus-Malinowska, cette galerie ouvre précisément le 20 décembre 1927. Elle est établie au 16, rue de l'Abbaye, à Saint-Germain-des-Prés, juste à côté de la place Saint-Germain-des-Prés, longeant le flanc nord de l'église de Saint-Germain-des-Prés, et devient un lieu important pour l'art européen, dont l'art polonais,  ainsi que pour l'art latino-américain. 
La première exposition personnelle de Vassily Kandinsky à Paris a lieu également à la Galerie Zak dès janvier 1929,. Ce peintre, d'origine russe, vit alors en Allemagne, a rejoint le Bauhaus et participe à l'émergence de l'art abstrait. Il s'installera à Paris quelques années plus tard, à la suite de la fermeture du Bauhaus par les nazis.  Cette galerie parraine la première exposition de plusieurs artistes polonais du Comité de Paris, connus sous le nom de Kapistes. Elle expose aussi des œuvres d'Eugeniusz Zak, de Pablo Picasso, Marc Chagall, Amedeo Modigliani, Jules Pascin, Béla Czóbel, Joaquín Torres García, Étienne Béothy, Gino Severini et Giorgio De Chirico, marquant l'histoire de l'art contemporain,,. Les locaux sont également mis à disposition par Jadwiga Zak d'une exposition consacrée aux artistes femmes d'origine américaine installées à Paris.
Peu regardante sur l'origine des tableaux qu'elle acquiert, comme beaucoup de marchands d'art à cette époque, la galerie Zak achète le 15 février 1939 des œuvres épurées par les nazis (œuvres retirées de collections d'institutions allemandes comme étant selon ces nazis de l'art dégénéré et recyclés par des intermédiaires choisis par  Joseph Goebbels sur le marché international de l'art).
Pendant la Seconde Guerre mondiale, la collection de la galerie est à son tour spoliée, avant mai 1941, par des agents du régime de Vichy. Madame Zak et son fils sont déportés à Auschwitz, où ils meurent en 1944. Le marchand d'art Wladimir Raykis (ou Vladimir Reikiss), exécuteur testamentaire de Jadwiga, rouvre la galerie en 1946. La galerie ferme à la fin des années 1960.